# Le Fantôme (film, 1932)
Pour les articles homonymes, voir Fantôme (homonymie).
Pour plus de détails, voir Fiche technique et Distribution.
Le Fantôme (Haunted Gold) est un film américain réalisé par Mack V. Wright, sorti en 1932.

## Synopsis
John Mason et Janet Carter sont impliqués dans une histoire de mine d'or hantée, qui avait été découverte par leurs pères respectifs.

## Fiche technique
- Titre original : Haunted Gold
- Titre français : Le Fantôme
- Réalisation : Mack V. Wright
- Scénario : Adele Buffington
- Photographie : Nicholas Musuraca
- Montage : William Clemens
- Musique : Leo F. Forbstein
- Production : Leon Schlesinger
- Production associée : Sid Rogell
- Société de production : Leon Schlesinger Studios
- Société de distribution : Warner Bros.
- Pays de production :  États-Unis
- Langue originale : anglais
- Format : noir et blanc — 35 mm — 1,37:1 — son Mono (Western Electric Noiseless Recording)
- Genre : Western
- Durée : 58 minutes
- Dates de sortie : 
  - États-Unis : 17 décembre 1932
  - France : 1951

## Distribution
- John Wayne : John Mason
- Sheila Terry : Janet Carter
- Harry Woods : Joe Ryan
- Erville Alderson : Benedict
- Otto Hoffman : Simon
- Martha Mattox : Mme Herman
- Blue Washington : Clarence
- Bud Osborne : Bud

## Autour du film
- Selon certaines sources, la statuette du Le Faucon maltais apparaît dans une scène où Sheila Terry joue de l'orgue [2].
- Ce film est le remake du film The Phantom City d'Albert S. Rogell, avec Ken Maynard et Eugenia Gilbert.